# منتخب تونس تحت 17 سنة لكرة القدم للسيدات
يتكون الفريق التونسي لكرة القدم للسيدات تحت 17 سنة من مجموعة من أفضل اللاعبات التونسيات تحت مظلة الاتحاد التونسي لكرة القدم.

## كأس العالم للسيدات تحت 17 سنة
- كأس العالم للسيدات تحت 17 سنة FIFA 2010 : الجولة الأولية
  -  جنوب افريقيا 1-0  تونس
  -  تونس 1-2  جنوب إفريقيا

## كأس أفريقيا للسيدات تحت 17 سنة
- كأس أفريقيا للسيدات تحت 17 سنة 2011 :
  -  السودان 1-2  تونس
  -  تونس 4-1  السودان

## الفريق
| - سمية عمري - رحمة غرس - إيمان عمري - راضية دغماني - سناء بوغلاب - مريم حويج - رانيا عوينة - هالة زعرة - سلام بن نايا - مها رمضاني - مريم بن ساسي | - إيمان عويشي - أسماء زروق - فاطمة الزهراء براني - منيار هاروني - شيماء عباسي - آمنة حمدي - درة سلايمي - سحر الحكيري - وفاء مسعود - هالة النور ملوح |

## الطاقم
- المدرب الوطني : وفاق بالأكحل
- المعد البدني : كريم خلف الله
- مدرب حراس المرمى : بشير الهجري
- طبيب : منية سليم
- العلاج الطبيعي : منال العماري
- مسؤول إداري : سارنيا مجدري
- مسؤول المعدات : عماد شلحة